# Venecijanska laguna
Venecijanska laguna (talijanski: Laguna Veneta) je zatvoreni zaljev u venecijanskom zaljevu u Jadranskom moru u kojem se nalazi grad Venecija. 

## Zemljopisne odlike
Venecijanska laguna proteže se od rijeke Sile na sjeveru do rijeke Brente na jugu, ima površinu od oko 550 km ². Od toga je oko 8% tvrdo i suho tlo, u to je uključena i Venecija i mnoštvo manjih otočića. Oko 11% površine je trajno pokriveno otvorenim vodama, i kanalima, dok se oko 80% površine sastoji se od blatnih pličina i slatina. Laguna je najveća močvara u Sredozemlju.
Laguna je povezana s Jadranskim morem s tri ulaza: kod otoka Lido di Venezia (ulaz u Mestre i Veneciju), kod luke Malamocco i kod grada Chioggie. Laguna ima visoke oscilacije u razini vode, najekstremnije su za proljetnih plima poznatih kao Acqua Alta (talijanski: visoka voda), koje redovito poplave veći dio Venecije.
Venecijanska laguna je najveći ostatak jednog puno većeg sustava laguna i riječnih estuarija koji se je u doba Rima prostirao od Ravenne na jugu, do Trsta na sjeveru. U 5. st. i 6. st. na otoke u laguni je zbog sigurnosti bježalo romanizirano stanovništvo sjeverne Italije, pred provalama barbarskih naroda. Kasnije su u zaštiti lagune, uspjeli stvoriti moćnu Mletačku Republiku. 
Laguna je geološki nastala negdje oko 7000. – 6000. pr. Kr. godina, kada je naglo topljenje leda poplavilo ravne obale gornjeg Jadrana. Taloženje riječnih sedimenata nadoknadilo je potapanje obale, a uzduž čitave morske obale oko ušća rijeke Po svi zaljevi i lagune, postupno su dobili pješčane sprudove prema otvorenom moru.
Današnja laguna je rezultat velikih ljudskih intervencija. U 15. i 16. stoljeću, Mlečani su počeli s velikim meliracionim radovima da spriječe pretvaranje lagune u močvaru, time su spriječili prirodnu evoluciju lagune. Crpljenje pitke vode za Venecijanski vodovod iz velikog podzemnog jezera slatke vode ispod Venecije od 19. stoljeća ubrzalo je potonuće grada Venecije u vode lagune.

## Upravna podjela
Teritorij Venecijanske lagune nalazi se gotovo u cijelosti unutar provincije Venecije i podijeljen je uglavnom između gradova: Venezia, Chioggia i Cavallino-Treporti, manji dijelovi pripadaju gradovima: Jesolo, Quarto d'Altino, Mira, Campagna Lupia. 
Nadležnost nad vodama u Laguni imaju Lučke kapetanije u Veneciji i Chioggi i Talijanski magistrat za vode.

## Otoci lagune
Izvorno mnogi otoci u laguni bili su močvarni, i nepogodni za ljudsko stanovanje, ali su postupno odvodnjom i kanaliziranjem voda, isušeni i kasnije naseljeni. Mnogi manji otoci u laguni su potpuno umjetni.
| Najveći otoci venecijanske lagune su: - Venecija 5.17 km² - Sant Erasmo 3.26 km² - Murano 1.17 km² - Chioggia 0.67 km² - Giudecca 0.59 km² - Mazzorbo 0.52 km² - Torcello 0.44 km² - Sant’Elena 0.34 km² - La Certosa 0.24 km² - Burano 0.21 km² - Tronchetto 0.18 km² - Sacca Fisola 0.18 km² - Isola Di San Michele 0.16 km² - Sacca Sessola 0.16 km² - Santa Cristina 0.13 km² | Ostali manji otoci lagune su: - Lazzaretto Nuovo - Lazzaretto Vecchio - Lido di Venezia - Pellestrina - Poveglia - La Salina - San Clemente - San Francesco del Deserto - San Giorgio in Alga - San Giorgio Maggiore - San Lazzaro degli Armeni - Santa Maria della Grazia - San Pietro di Castello - San Servolo - Santo Spirito - Sottomarina - Vignole |

### Utvrđeni otoci
- Campalto
- Buel del Lovo
- Tessera
- Carbonera
- Campana o Podo
- Ex Poveglia
- Trezze
- Fisolo

### Nestali otoci
- Ammiana
- Costanziaco
- San Marco in Boccalama
- Vigilia

## Vanjske poveznice
- Atlas lagune (engl.),  (tal.)
- SIL - Sistema Informativo della Laguna di Venezia (tal.)
- Informacije o laguni  Arhivirana inačica izvorne stranice od 20. kolovoza 2004. (Wayback Machine) (engl.)
- MILVA - Interaktivna karta Venecijanske lagune